# 게화

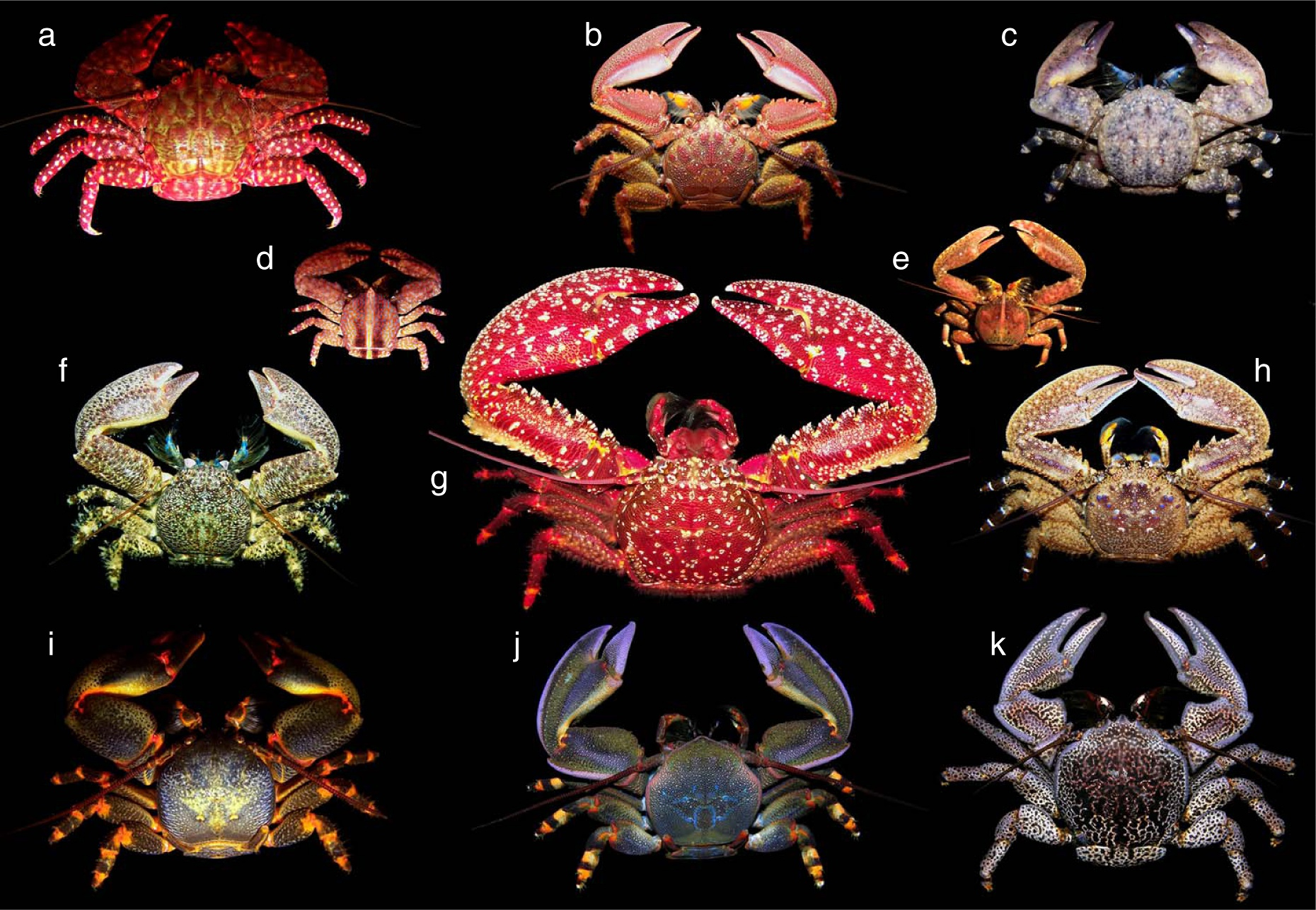

게화(Carcinisation)는 갑각류가 게와 유사한 형태로 진화하는 수렴 진화의 한 예이다. 이 용어는 LA 보라데일(L. A. Borradaile)에 의해 진화생물학에 도입되었는데, 그는 이를 "게를 진화시키려는 자연의 많은 시도 중 하나"라고 묘사했다. 대부분의 게화된 갑각류는 집게하목(Infraorder Anomura)에 속한다.

## 탈게화
게 모양의 일부 종은 탈게화(Decarcinization)라고 알려진 과정을 통해 게 형태에서 벗어나 진화했다. 탈게화, 즉 게와 같은 몸체의 손실은 브라키우라(Brachyura)와 집게하목(Anomura) 모두에서 여러 번 발생했다. 그러나 게화 및 탈게화 정도는 다양하다. 따라서 모든 종이 반드시 "게화" 또는 "탈게화"로 분류될 수 있는 것은 아니다. 몇 가지 예로는 코코넛 크랩과 외부 케이싱을 잃거나 축소한 기타 소라게가 있다. 이것들은 게와 같은 표현형을 유지하지만 거처가 줄어들거나 부족하여 "반게화"(semi-carcinized) 라벨이 필요하다.